# 1. Fußball-Club Köln 01/07 1965-1966
Questa voce raccoglie le informazioni riguardanti il 1. Fußball-Club Köln 01/07 nelle competizioni ufficiali della stagione 1965-1966.

## Stagione
Nella stagione 1965-1966 il Colonia, allenato da Georg Knöpfle, concluse il campionato di Bundesliga al 5º posto. In Coppa di Germania il Colonia fu eliminato agli ottavi di finale dal Bayern Monaco. In Coppa delle Fiere il Colonia fu eliminato agli ottavi di finale dall'Újpest.

## Rosa
| N. |                     | Ruolo | Calciatore          |
| -- | ------------------- | ----- | ------------------- |
|    | Germania (bandiera) | P     | Fritz Ewert         |
|    | Germania (bandiera) | P     | Anton Schumacher    |
|    | Germania (bandiera) | D     | Herbert Bönnen      |
|    | Germania (bandiera) | D     | Mathias Hemmersbach |
|    | Germania (bandiera) | D     | Fritz Pott          |
|    | Germania (bandiera) | D     | Wolfgang Rausch     |
|    | Germania (bandiera) | D     | Anton Regh          |
|    | Germania (bandiera) | D     | Hans-Alfred Roth    |
|    | Germania (bandiera) | D     | Jürgen Rumor        |
|    | Germania (bandiera) | D     | Wolfgang Weber      |
|    | Germania (bandiera) | D     | Leo Wilden          |
|    | Germania (bandiera) | C     | Franz Krauthausen   |

| N. |                      | Ruolo | Calciatore            |
| -- | -------------------- | ----- | --------------------- |
|    | Germania (bandiera)  | C     | Wolfgang Overath      |
|    | Germania (bandiera)  | C     | Hans Schäfer          |
|    | Danimarca (bandiera) | C     | Ole Sørensen          |
|    | Germania (bandiera)  | C     | Hans Sturm            |
|    | Germania (bandiera)  | A     | Hans-Josef Bläsing    |
|    | Serbia (bandiera)    | A     | Srđan Čebinac         |
|    | Germania (bandiera)  | A     | Heinz Hornig          |
|    | Germania (bandiera)  | A     | Hans-Jürgen Kleinholz |
|    | Germania (bandiera)  | A     | Hannes Löhr           |
|    | Germania (bandiera)  | A     | Christian Müller      |
|    | Germania (bandiera)  | A     | Franz-Peter Neumann   |
|    | Germania (bandiera)  | A     | Karl-Heinz Thielen    |

## Organigramma societario
Area tecnica
- Allenatore: Georg Knöpfle
- Allenatore in seconda:
- Preparatore dei portieri:
- Preparatori atletici:

## Calciomercato

### Sessione estiva
| Acquisti | Acquisti      | Acquisti     | Acquisti |
| R.       | Nome          | da           | Modalità |
| -------- | ------------- | ------------ | -------- |
| A        | Srđan Čebinac | OFK Belgrado |          |
| C        | Ole Sørensen  | KB           |          |

| Cessioni | Cessioni        | Cessioni | Cessioni |
| R.       | Nome            | a        | Modalità |
| -------- | --------------- | -------- | -------- |
| C        | Helmut Benthaus | Basilea  |          |

### Sessione invernale
| Acquisti | Acquisti | Acquisti | Acquisti |
| R.       | Nome     | da       | Modalità |
| -------- | -------- | -------- | -------- |

| Cessioni | Cessioni      | Cessioni  | Cessioni |
| R.       | Nome          | a         | Modalità |
| -------- | ------------- | --------- | -------- |
| P        | Gerd Schobert | Willem II |          |

## Risultati

### Bundesliga

#### Girone di andata
| Arbitro: | Heumann |

|  |           |             |
|  | Marcatori | 30’ Bandura |

| Arbitro: | Schulenburg |

|                               |           |                            |
| Rummel 42’ Reitgassl 46’, 50’ | Marcatori | 15’ Müller 44’ Krauthausen |

| Arbitro: | Horstmann |

|                                  |           |            |
| Hornig 58’ Löhr 68’ Sørensen 83’ | Marcatori | 49’ Reiner |

| Arbitro: | Siebert |

|                         |           |                              |
| Krämer 30’ Versteeg 38’ | Marcatori | 20’, 50’ Thielen 45’ Overath |

| Arbitro: | Sturm |

|                    |           |           |
| Löhr 63’ Sturm 87’ | Marcatori | 68’ Kreuz |

| Arbitro: | Tschenscher |

|                      |           |  |
| Löhr 11’ Thielen 47’ | Marcatori |  |

| Arbitro: | Seekamp |

|                        |           |          |
| Rebele 25’ Grosser 77’ | Marcatori | 60’ Löhr |

| Arbitro: | Ohmsen |

|                 |           |  |
| Pott 30’ (rig.) | Marcatori |  |

| Arbitro: | Riegg |

|             |           |                 |
| Gerwien 15’ | Marcatori | 8’, 48’ Neumann |

| Arbitro: | Kreitlein |

|                                                 |           |                |
| Thielen 17’ Bönnen 35’ Löhr 64’ Krauthausen 73’ | Marcatori | 44’, 84’ Kuntz |

| Arbitro: | Gusenburger |

|  |           |                                                       |
|  | Marcatori | 3’ Thielen 63’, 90’ Löhr 69’, 72’ Neumann 76’ Overath |

| Arbitro: | Herden |

|                       |           |  |
| Thielen 78’ Sturm 79’ | Marcatori |  |

| Arbitro: | Tschenscher |

|                      |           |                                 |
| Heynckes 6’ Rupp 75’ | Marcatori | 15’ Müller 30’ Löhr 48’ Thielen |

| Arbitro: | Handwerker |

|            |           |                       |
| Müller 33’ | Marcatori | 28’ Held 31’ Emmerich |

| Arbitro: | Jacobi |

|                      |           |                     |
| Pohlschmidt 52’, 90’ | Marcatori | 31’ Löhr 72’ Müller |

| Arbitro: | Fritz |

|                                                                           |           |                        |
| Borutta 16’ (aut.) Hornig 24’, 67’ Pott 30’ (rig.) Müller 48’ Thielen 82’ | Marcatori | 43’ (rig.) Beckenbauer |

| Arbitro: | Schulenburg |

|                      |           |  |
| Volkert 46’ Wild 54’ | Marcatori |  |

#### Girone di ritorno
| Arbitro: | Betz |

|            |           |          |
| Gräber 26’ | Marcatori | 20’ Löhr |

| Arbitro: | Riegg |

|                           |           |                        |
| Thielen 16’ Löhr 33’, 55’ | Marcatori | 53’ Braner 85’ Wrenger |

| Arbitro: | Fritz |

|  |           |          |
|  | Marcatori | 40’ Löhr |

| Arbitro: | Jacobi |

|          |           |          |
| Pott 63’ | Marcatori | 47’ Rühl |

| Gelsenkirchen 12 febbraio 1966, ore 15:00 CET 22ª giornata | Schalke 04  | 0 – 0 referto | Colonia | Glückauf-Kampfbahn (30 000 spett.)\| Arbitro: \| Tschenscher \| |
| Arbitro:                                                   | Tschenscher |               |         |                                                                 |

| Arbitro: | Kreitlein |

|                            |           |          |
| Danielsen 26’ Dausmann 39’ | Marcatori | 84’ Löhr |

| Arbitro: | Fritz |

|                                     |           |             |
| Müller 15’ Krauthausen 40’ Löhr 55’ | Marcatori | 84’ Küppers |

| Francoforte sul Meno 18 marzo 1966, ore 16:00 CET 25ª giornata | Eintracht Francoforte | 0 – 0 referto | Colonia | Waldstadion (28 000 spett.)\| Arbitro: \| Deuschel \| |
| Arbitro:                                                       | Deuschel              |               |         |                                                       |

| Arbitro: | Jacobi |

|                            |           |  |
| Thielen 13’, 28’ Sturm 20’ | Marcatori |  |

| Arbitro: | Herden |

|                |           |             |
| Kuntz 11’, 17’ | Marcatori | 15’ Čebinac |

| Arbitro: | Hager |

|                                               |           |  |
| Krauthausen 1’ Kleinholz 7’ Regh 64’ Löhr 84’ | Marcatori |  |

| Arbitro: | Horstmann |

|                    |           |            |
| Wild 25’ Dobat 38’ | Marcatori | 82’ Müller |

| Arbitro: | Handwerker |

|                     |           |                            |
| Müller 57’ Regh 88’ | Marcatori | 77’ (rig.) Milder 82’ Rupp |

| Arbitro: | Kreitlein |

|                              |           |                 |
| Emmerich 29’, 44’ Cyliax 80’ | Marcatori | 56’, 58’ Müller |

| Arbitro: | Siebert |

|                                               |           |            |
| Rumor 40’ Löhr 41’, 43’ Müller 71’ Hornig 85’ | Marcatori | 60’ Seeler |

| Arbitro: | Treichel |

|             |           |                                                         |
| Grosser 74’ | Marcatori | 3’ Hornig 22’ Overath 30’ (aut.) Beckenbauer 77’ Müller |

| Arbitro: | Fritz |

|                      |           |                   |
| Hornig 17’ Weber 27’ | Marcatori | 24’ (rig.) Strehl |

### Coppa di Germania
| Arbitro: | Heckeroth |

|            |           |               |
| Hornig 69’ | Marcatori | 87’ Konieczka |

| Arbitro: | Horstmann |

|  |           |               |
|  | Marcatori | 29’, 78’ Löhr |

| Arbitro: | Schulenburg |

|                              |           |  |
| Brenninger 10’ Ohlhauser 65’ | Marcatori |  |

### Coppa delle Fiere
| Arbitro: | Dienst |

|  |           |                                           |
|  | Marcatori | 14’, 80’ Krauthausen 28’ Thielen 35’ Löhr |

| Arbitro: | Lundell |

| |           |  |
| Thielen 2’, 6’, 23’, 31’ Löhr 12’, 15’, 57’ Overath 16’, 87’ Neumann 44’, 78’ Müller 72’ Weber 88’ | Marcatori |  |

| Arbitro: | D'Agostini |

|                                 |           |           |
| Konstantinidis 29’ Filippou 71’ | Marcatori | 82’ Sturm |

| Arbitro: | Carswell |

|                  |           |  |
| Thielen 57’, 83’ | Marcatori |  |

| Arbitro: | McCabe |

|                         |           |                                |
| Löhr 18’, 31’ Sturm 43’ | Marcatori | 30’ Göröcs 81’ (rig.) Solymosi |

| Arbitro: | Marschall |

|                                       |           |  |
| Dunai 13’ Bene 46’, 70’ Kuharszki 62’ | Marcatori |  |

## Statistiche

### Statistiche di squadra
| Competizione      | Punti | In casa | In casa | In casa | In casa | In casa | In casa | In trasferta | In trasferta | In trasferta | In trasferta | In trasferta | In trasferta | Totale | Totale | Totale | Totale | Totale | Totale | DR  |
| Competizione      | Punti | G       | V       | N       | P       | Gf      | Gs      | G            | V            | N            | P            | Gf           | Gs           | G      | V      | N      | P      | Gf     | Gs     | DR  |
| ----------------- | ----- | ------- | ------- | ------- | ------- | ------- | ------- | ------------ | ------------ | ------------ | ------------ | ------------ | ------------ | ------ | ------ | ------ | ------ | ------ | ------ | --- |
| Bundesliga        | 44    | 17      | 13      | 2       | 2       | 44      | 16      | 17           | 6            | 4            | 7            | 30           | 25           | 34     | 19     | 6      | 9      | 74     | 41     | +33 |
| Coppa di Germania | -     | 1       | 0       | 1       | 0       | 1       | 1       | 2            | 1            | 0            | 1            | 2            | 2            | 3      | 1      | 1      | 1      | 3      | 3      | 0   |
| Coppa delle Fiere | -     | 3       | 3       | 0       | 0       | 18      | 2       | 3            | 1            | 0            | 2            | 5            | 6            | 6      | 4      | 0      | 2      | 23     | 8      | +15 |
| Totale            | 44    | 21      | 16      | 3       | 2       | 63      | 19      | 22           | 8            | 4            | 10           | 37           | 33           | 43     | 24     | 7      | 12     | 100    | 52     | +48 |

### Andamento in campionato
| Giornata  | 1  | 2  | 3  | 4 | 5 | 6 | 7 | 8 | 9 | 10 | 11 | 12 | 13 | 14 | 15 | 16 | 17 | 18 | 19 | 20 | 21 | 22 | 23 | 24 | 25 | 26 | 27 | 28 | 29 | 30 | 31 | 32 | 33 | 34 |
| --------- | -- | -- | -- | - | - | - | - | - | - | -- | -- | -- | -- | -- | -- | -- | -- | -- | -- | -- | -- | -- | -- | -- | -- | -- | -- | -- | -- | -- | -- | -- | -- | -- |
| Luogo     | C  | T  | C  | T | C | C | T | C | T | C  | T  | C  | T  | C  | T  | C  | T  | T  | C  | T  | C  | T  | T  | C  | T  | C  | T  | C  | T  | C  | T  | C  | T  | C  |
| Risultato | P  | P  | V  | V | V | V | P | V | V | V  | V  | V  | V  | P  | N  | V  | P  | N  | V  | V  | N  | N  | P  | V  | N  | V  | P  | V  | P  | N  | P  | V  | V  | V  |
| Posizione | 12 | 17 | 12 | 9 | 6 | 7 | 7 | 7 | 5 | 4  | 4  | 4  | 3  | 4  | 4  | 4  | 4  | 4  | 4  | 4  | 4  | 4  | 4  | 4  | 4  | 4  | 4  | 4  | 4  | 5  | 5  | 5  | 5  | 5  |

Legenda:

Luogo: C = Casa; T = Trasferta. Risultato: V = Vittoria; N = Pareggio; P = Sconfitta.

### Statistiche dei giocatori
| Giocatore      | Bundesliga | Bundesliga | Bundesliga  | Bundesliga | Coppa di Germania | Coppa di Germania | Coppa di Germania | Coppa di Germania | Coppa delle Fiere | Coppa delle Fiere | Coppa delle Fiere | Coppa delle Fiere | Totale   | Totale | Totale      | Totale     |
| Giocatore      | Presenze   | Reti       | Ammonizioni | Espulsioni | Presenze          | Reti              | Ammonizioni       | Espulsioni        | Presenze          | Reti              | Ammonizioni       | Espulsioni        | Presenze | Reti   | Ammonizioni | Espulsioni |
| -------------- | ---------- | ---------- | ----------- | ---------- | ----------------- | ----------------- | ----------------- | ----------------- | ----------------- | ----------------- | ----------------- | ----------------- | -------- | ------ | ----------- | ---------- |
| P. Alger       | 0          | 0          | 0           | 0          | 0                 | 0                 | 0                 | 0                 | 0                 | 0                 | 0                 | 0                 | 0        | 0      | 0           | 0          |
| H. Bergfelder  | 0          | 0          | 0           | 0          | 0                 | 0                 | 0                 | 0                 | 0                 | 0                 | 0                 | 0                 | 0        | 0      | 0           | 0          |
| H. Bläsing     | 0          | 0          | 0           | 0          | 0                 | 0                 | 0                 | 0                 | 0                 | 0                 | 0                 | 0                 | 0        | 0      | 0           | 0          |
| H. Bönnen      | 5          | 1          | 0           | 0          | 1                 | 0                 | 0                 | 0                 | 1                 | 0                 | 0                 | 0                 | 7        | 1      | 0           | 0          |
| F. Ewert       | 12         | 0          | 0           | 0          | 2                 | 0                 | 0                 | 0                 | 2                 | 0                 | 0                 | 0                 | 16       | 0      | 0           | 0          |
| H. Flohe       | 0          | 0          | 0           | 0          | 0                 | 0                 | 0                 | 0                 | 0                 | 0                 | 0                 | 0                 | 0        | 0      | 0           | 0          |
| M. Hemmersbach | 31         | 0          | 0           | 0          | 3                 | 0                 | 0                 | 0                 | 5                 | 0                 | 0                 | 0                 | 39       | 0      | 0           | 0          |
| H. Hornig      | 21         | 6          | 0           | 0          | 2                 | 1                 | 0                 | 0                 | 3                 | 0                 | 0                 | 0                 | 26       | 7      | 0           | 0          |
| J. Jendrossek  | 0          | 0          | 0           | 0          | 0                 | 0                 | 0                 | 0                 | 0                 | 0                 | 0                 | 0                 | 0        | 0      | 0           | 0          |
| H. Kleinholz   | 3          | 1          | 0           | 0          | 0                 | 0                 | 0                 | 0                 | 0                 | 0                 | 0                 | 0                 | 3        | 1      | 0           | 0          |
| F. Krauthausen | 11         | 4          | 0           | 0          | 2                 | 0                 | 0                 | 0                 | 2                 | 2                 | 0                 | 0                 | 15       | 6      | 0           | 0          |
| H. Löhr        | 33         | 18         | 0           | 0          | 3                 | 2                 | 0                 | 0                 | 6                 | 6                 | 0                 | 0                 | 42       | 26     | 0           | 0          |
| R. Magnusson   | 0          | 0          | 0           | 0          | 0                 | 0                 | 0                 | 0                 | 0                 | 0                 | 0                 | 0                 | 0        | 0      | 0           | 0          |
| C. Müller      | 23         | 12         | 0           | 0          | 2                 | 0                 | 0                 | 0                 | 4                 | 1                 | 0                 | 0                 | 29       | 13     | 0           | 0          |
| F. Neumann     | 7          | 4          | 0           | 0          | 0                 | 0                 | 0                 | 0                 | 2                 | 2                 | 0                 | 0                 | 9        | 6      | 0           | 0          |
| W. Overath     | 30         | 3          | 0           | 0          | 2                 | 0                 | 0                 | 0                 | 5                 | 2                 | 0                 | 0                 | 37       | 5      | 0           | 0          |
| F. Pott        | 33         | 3          | 0           | 0          | 2                 | 0                 | 0                 | 0                 | 6                 | 0                 | 0                 | 0                 | 41       | 3      | 0           | 0          |
| W. Rausch      | 3          | 0          | 0           | 0          | 0                 | 0                 | 0                 | 0                 | 0                 | 0                 | 0                 | 0                 | 3        | 0      | 0           | 0          |
| A. Regh        | 14         | 2          | 0           | 0          | 1                 | 0                 | 0                 | 0                 | 1                 | 0                 | 0                 | 0                 | 16       | 2      | 0           | 0          |
| H. Roth        | 0          | 0          | 0           | 0          | 0                 | 0                 | 0                 | 0                 | 0                 | 0                 | 0                 | 0                 | 0        | 0      | 0           | 0          |
| J. Rumor       | 6          | 1          | 0           | 0          | 1                 | 0                 | 0                 | 0                 | 2                 | 0                 | 0                 | 0                 | 9        | 1      | 0           | 0          |
| J. Röhrig      | 0          | 0          | 0           | 0          | 0                 | 0                 | 0                 | 0                 | 0                 | 0                 | 0                 | 0                 | 0        | 0      | 0           | 0          |
| P. Schlüssel   | 0          | 0          | 0           | 0          | 0                 | 0                 | 0                 | 0                 | 0                 | 0                 | 0                 | 0                 | 0        | 0      | 0           | 0          |
| A. Schumacher  | 22         | 0          | 0           | 0          | 1                 | 0                 | 0                 | 0                 | 4                 | 0                 | 0                 | 0                 | 27       | 0      | 0           | 0          |
| H. Schäfer     | 0          | 0          | 0           | 0          | 0                 | 0                 | 0                 | 0                 | 0                 | 0                 | 0                 | 0                 | 0        | 0      | 0           | 0          |
| K. Struth      | 0          | 0          | 0           | 0          | 0                 | 0                 | 0                 | 0                 | 0                 | 0                 | 0                 | 0                 | 0        | 0      | 0           | 0          |
| H. Sturm       | 31         | 3          | 0           | 0          | 2                 | 0                 | 0                 | 0                 | 6                 | 2                 | 0                 | 0                 | 39       | 5      | 0           | 0          |
| O. Sørensen    | 13         | 1          | 0           | 0          | 2                 | 0                 | 0                 | 0                 | 2                 | 0                 | 0                 | 0                 | 17       | 1      | 0           | 0          |
| K. Thielen     | 29         | 11         | 0           | 0          | 1                 | 0                 | 0                 | 0                 | 5                 | 7                 | 0                 | 0                 | 35       | 18     | 0           | 0          |
| W. Weber       | 32         | 1          | 0           | 0          | 3                 | 0                 | 0                 | 0                 | 5                 | 1                 | 0                 | 0                 | 40       | 2      | 0           | 0          |
| L. Wilden      | 12         | 0          | 0           | 0          | 2                 | 0                 | 0                 | 0                 | 5                 | 0                 | 0                 | 0                 | 19       | 0      | 0           | 0          |
| S. Čebinac     | 3          | 1          | 0           | 0          | 1                 | 0                 | 0                 | 0                 | 0                 | 0                 | 0                 | 0                 | 4        | 1      | 0           | 0          |
| M. Šoškić      | 0          | 0          | 0           | 0          | 0                 | 0                 | 0                 | 0                 | 0                 | 0                 | 0                 | 0                 | 0        | 0      | 0           | 0          |